# 1948 في جمهورية أيرلندا
فيما يلي قوائم الأحداث التي وقعت خلال عام 1948 في جمهورية أيرلندا.

## سياسة

### تعيين في المنصب
- 18 فبراير – أرسكين تشايلدرز هاميلتون نائب دييل.
- 18 فبراير – إيمون دي فاليرا نائب دييل.
- 18 فبراير – باتريك ليتل نائب دييل.
- 18 فبراير – باتريك هوجان نائب دييل.
- 18 فبراير – توم هيجينز نائب دييل.
- 18 فبراير – جاك لينش نائب دييل.
- 18 فبراير – جون أ كوستيلو نائب دييل، تاوسيتش.
- 18 فبراير – جيمس ديلون وزير الزراعة والغذاء والملاحة [الإنجليزية]‏، نائب دييل.
- 18 فبراير – ريتشارد ملكاهي نائب دييل، وزير التربية والمهارات [الإنجليزية]‏.
- 18 فبراير – شون ماكبرايد وزير الخارجية والتجارة [الإنجليزية]‏، نائب دييل.
- 18 فبراير – فرانك ايكن نائب دييل.
- 18 فبراير – فرانك فاهي نائب دييل.

### انتهاء فترة المنصب
- 18 فبراير – إيمون دي فاليرا وزير الخارجية والتجارة [الإنجليزية]‏، تاوسيتش.
- 18 فبراير – ريتشارد ملكاهي زعيم المعارضة [الإنجليزية]‏.
- 18 فبراير – فرانك ايكن وزير المالية [الإنجليزية]‏.

## مواليد

### مارس
- 30 مارس – إدي جوردان

## وفيات

### مارس
- 12 مارس – جورج نوبل بلونكيت (مواليد 1851) سياسي أيرلندي.